# 커튼 (소설)
커튼(Curtain: Poirot's Last Case)은 애거사 크리스티가 1975년 발표한 장편추리소설이다. 크리스티가 창조한 탐정 에르퀼 푸아로가 등장하는 마지막 이야기이며 푸아로와 헤이스팅스의 첫 사건 장소인 스타일즈 저택에서 일어나는 사건이다. 또한 이 사건에서 푸아로가 사망한다.